# Стефанія Далла Валле
Стефанія Далла Валле (італ. Stefania Dalla Valle; нар. 12 липня 1966) — колишня італійська тенісистка.
Найвищу одиночну позицію світового рейтингу — 214 місце досягла 18 Jul 1988, парну — 256 місце — 12 Oct 1987 року.
Здобула 1 парний титул туру ITF.

## Фінали ITF
| Легенда         |
| --------------- |
| Турніри $25,000 |
| Турніри $10,000 |

### Одиночний розряд: 2 (0–2)
| Результат | Ранг | Дата          | Турнір        | Покриття | Суперниця       | Рахунок       |
| --------- | ---- | ------------- | ------------- | -------- | --------------- | ------------- |
| Поразка   | 1.   | 3 квітня 1988 | Рим, Італія   | Ґрунт    | Барбара Романо  | 3–6, 1–6      |
| Поразка   | 2.   | 3 липня 1988  | Мальє, Італія | Ґрунт    | Ольга Царбопулу | 2–6, 6–2, 3–6 |

### Парний розряд: 2 (1–1)
| Результат | Ранг | Дата           | Турнір              | Покриття | Партнерка      | Суперниці                     | Рахунок                |
| --------- | ---- | -------------- | ------------------- | -------- | -------------- | ----------------------------- | ---------------------- |
| Перемога  | 1.   | 27 липня 1986  | Суб'яко, Італія     | Тверде   | Лінда Феррандо | Наталі Балле Карін Кентрек    | 6–2, 0–6, 6–1          |
| Поразка   | 1.   | 23 серпня 1987 | Лісабон, Португалія | Ґрунт    | Беттіна Діснер | Вероніка Мартінек Река Сіксаї | 6–7(4), 7–6(5), 6–7(5) |